# Jerzy Andrzej Helwing
Jerzy Andrzej (Georg Andreas) Helwing (ur. 14 grudnia 1666 w Węgorzewie, zm. 3 stycznia 1748 tamże) – pastor luterański, lekarz i przyrodnik – szczególnie botanik.
Helwing był w pewnej mierze człowiekiem renesansu. Obok teologii interesował się: filozofią, historią, naukami przyrodniczymi, a szczególnie botaniką. W spuściźnie po nim obok opracowań wydanych drukiem, pozostały: rękopisy, kolekcje przyrodnicze, zielniki oraz muzeum przyrodnicze. W 1709 został członkiem Towarzystwa Naukowego w Berlinie i Królewcu. Pochowany został przy kościele św. Piotra i Pawła w Węgorzewie.

## Życie i działalność

### Rodzina
Jerzy Andrzej Helwing pochodził z mieszczańskiej rodziny od kilku pokoleń zasiedziałej w Węgorzewie. Językiem domowym Helwinga był niemiecki, ale rodzina pastora znała także język polski. Było to niezbędne, ponieważ znaczna część parafian nie znała niemieckiego.
Matka Helwinga Katharina Bertram była córką miejscowego proboszcza, natomiast jego ojciec Andrzej przejął stanowisko po swoim teściu.
W 1693 poślubił Katarzynę – jedyną córkę matematyka i astronoma Andreasa Conciusa (Kąckiego), wcześniej był rektorem Gimnazjum Staromiejskiego w Królewcu i profesorem Albertyny. (Nazwisko Kącki znane jest w polskich herbarzach, a także występowało wśród braci polskich na Mazurach). Z małżeństwa tego przyszło na świat dziewięcioro dzieci. Jedna z pięciu córek wyszła później za mąż za Macieja Ernesta Boretiusa (Boreckiego), znanego lekarza pruskiego, inna zaś poślubiła Krzysztofa Pisańskiego pastora z Pisza i została matką słynnego „ojca literatury pruskiej” Jerzego Krzysztofa Pisańskiego.

### Edukacja i podróże
Jerzy Andrzej wcześnie zaczął zdradzać zamiłowanie do nauk przyrodniczych, rozbudzone w nim prawdopodobnie przez rektora szkoły łacińskiej w Węgorzewie, Michaela. Pierwsze lekcje pobierał w szkole węgorzewskiej, później ojciec wysłał go do Królewca – do szkoły w Lipniku. Opuścił ją w 1684 wstępując na Albertynę. Uczęszczał tam na wykłady z filozofii i teologii.
Obdarzony niepospolitym talentem i pilnością wkrótce zwrócił na siebie uwagę wykładowców, którzy postanowili nadać Helwingowi stopień magistra za udział w dyspucie na temat – „Czy i w jakiej mierze ludzkie obyczaje zależne są od natury temperamentu” (1686). W obawie aby tytuł naukowy nie utrudniał mu dalszej nauki zrezygnował on z tego zaszczytu i zgodnie z panującym zwyczajem wybrał się w podróż naukową po Europie.
Wiosną 1687 Helwing, udał się na studia drogą morską przez Kołobrzeg do Wittenbergii, a potem do Lipska i wreszcie do Jeny, gdzie znalazł świetne wsparcie dla swoich zainteresowań botanicznych u profesora Wedela. Ten radził Helwingowi – pod warunkiem otrzymania na to zgody ojca – aby zamienił studia teologiczne na botaniczne. W Jenie 11 października 1688 uzyskał stopień magistra. Kontynuował studia teologiczne, a dodatkowo słuchał wykładów z astronomii, historii, literatury.
Z Jeny przeniósł się do Erfurtu, a stamtąd do Lipska, gdzie przez rok korzystał z gościny słynnego medyka i przyrodnika Hermana Boerhaavego, z którym zawarł serdeczną znajomość. Był też w Lejdzie i Wenecji. Po powrocie do Jeny już zyskał sobie pewien rozgłos jako wykładowca filozofii, matematyki i teologii.

### Duchowny
Przynaglany przez ojca przybył w roku 1691 do rodzinnego Węgorzewa, gdzie jako adiunkt wspierał ojca w zarządzaniu protestancką parafią.
Po śmierci ojca w roku 1705 Helwing przejął urząd proboszcza, na którym pozostał aż do śmierci. W dowód zasług król Fryderyk Wilhelm w 1725 roku mianował go superintendentem, powierzając nadzór nad parafiami w okręgu węgorzewskim i giżyckim.
W 1738 roku w wieku siedemdziesięciu dwóch lat Jerzy Andrzej Helwing zaproponował na adiunkta parafii węgorzewskiej swego syna Georgiusa Aemiliusa (Emiljusza) – pastor węgorzewski do 1767.
Poza obowiązkami kapłańskimi cały swój wolny czas poświęcał umiłowanej botanice.

### Lekarz i dżuma
Gdy w 1710 – jak pisze proboszcz Jerzy Andrzej Helwing – „...srodze szalała u nas zaraza, a w szczególności zdziesiątkowała wielką i ludną wieś Harsz, niektórzy uznali, że morowi można zaradzić odkopując trupa (ofiarę tejże zarazy), u którego widoczne były oznaki pożerania własnego ciała. I tak stało się. Niestety grabarze nie znaleźli nikogo, kto by się sam zjadał i w końcu po prostu rozszarpali czyjeś zwłoki. Uroczyście odrąbano głowę, a resztę ciała razem z żywym psem wrzucono do grobu. Dżuma niestety nie ustała...”
Węgorzewski proboszcz w tragicznych latach zarazy (1709–1710) z wielkim poświęceniem wspierał cierpiących, stając się dla nich dzięki swej bogatej wiedzy medycznej prawdziwym lekarzem duszy i ciała. Osobiście odwiedzał chorych, wskazywał im leki i odpowiednią dietę, przestrzegał wszystkich przed lekceważeniem zasad, które utrudniały szerzenie się moru. Niewątpliwie, dużą pomocą była mu w tym wszystkim wiedza medyczna, jaką nabył obcując ze światłymi lekarzami, a przede wszystkim znajomość leczniczego działania ziół. Nie dbając o własne bezpieczeństwo, grzebał zmarłych na dżumę.
„Dramat wielkiej epidemii. Ludzie umierają wprost na bruku, trumny ze zmarłymi, liczne zamknięte wozy transportujące ciała, dla których zabrakło trumien. Większość pali fajki, z których wydobywają się kłęby dymu: wierzono, że aromatyczne dymy chronią przed zarażeniem. Wśród zajętego makabryczną krzątaniną tłumu przechadza się Śmierć z kosą, wybierając kolejne ofiary.”
Jako najodpowiedniejsze antidotum przeciw zarazie uważał korzeń dzięgla leśnego (Angelica sylvestris) i piołunu (Artemisia absinthium). Do odkażania rąk używał spirytusowego wyciągu korzenia dzięgla, a odzież i bieliznę odkażał wietrzeniem i kadzeniem palonym jałowcem. Pracą wśród chorych zaskarbiał sobie takie uznanie i wdzięczność, że mieszkańcy wsi Ogonek i Stręgla dostarczali mu dobrowolnie corocznie ćwierć szefela żyta.
Na skuteczność zaleceń medycznych Helwiga miał fakt, że stosowane zioła piołun i dzięgiel leśny odstraszają pchły, które rozprzestrzeniają dżumę. Mimo wszystko, w trakcie trwania epidemii w parafii węgorzewskiej zmarło 3,5 tysiąca ludzi, w całym zaś starostwie niemal 13 tysięcy.

### Badacz starożytności
Z proboszczami Paulem Drigalskim z Kut i Johanem Riedlem z Sorkwit- Helwing dzielił zainteresowania dla badań pruskich starożytności, sam przeprowadził badania na cmentarzysku ciałopalnym i to najprawdopodobniej w samym Węgorzewie. Tekst mówi, że działo się to „blisko gospody królewskiej na pewnym wzgórzu”. Helwing interesował się nie tylko przedmiotami, znajdowanymi w ziemi, lecz również grodziskami. Sądził, że starożytni Prusowie mieli opracowany system ostrzegania przed najazdem wrogów, coś w rodzaju sieci strażnic. Ten znany przyrodnik był także znakomitym archeologiem – starożytnikiem. Na jego pionierskie poczynania w tej dziedzinie zwrócił uwagę prekursor nowożytnej prahistorii Emil Cartailhac, który przedrukował w 1875 teksty Helwinga, dowodząc, iż był jednym z pierwszych, umiejących rozpoznawać w kamieniach, mających kształt siekiery, klina, topora, młota itd. – narzędzia i broń pradawnych ludzi, a nie kamienie piorunowe, spadające z chmur, zwane z grecka cerauniami.

### Działalność z zakresu botaniki

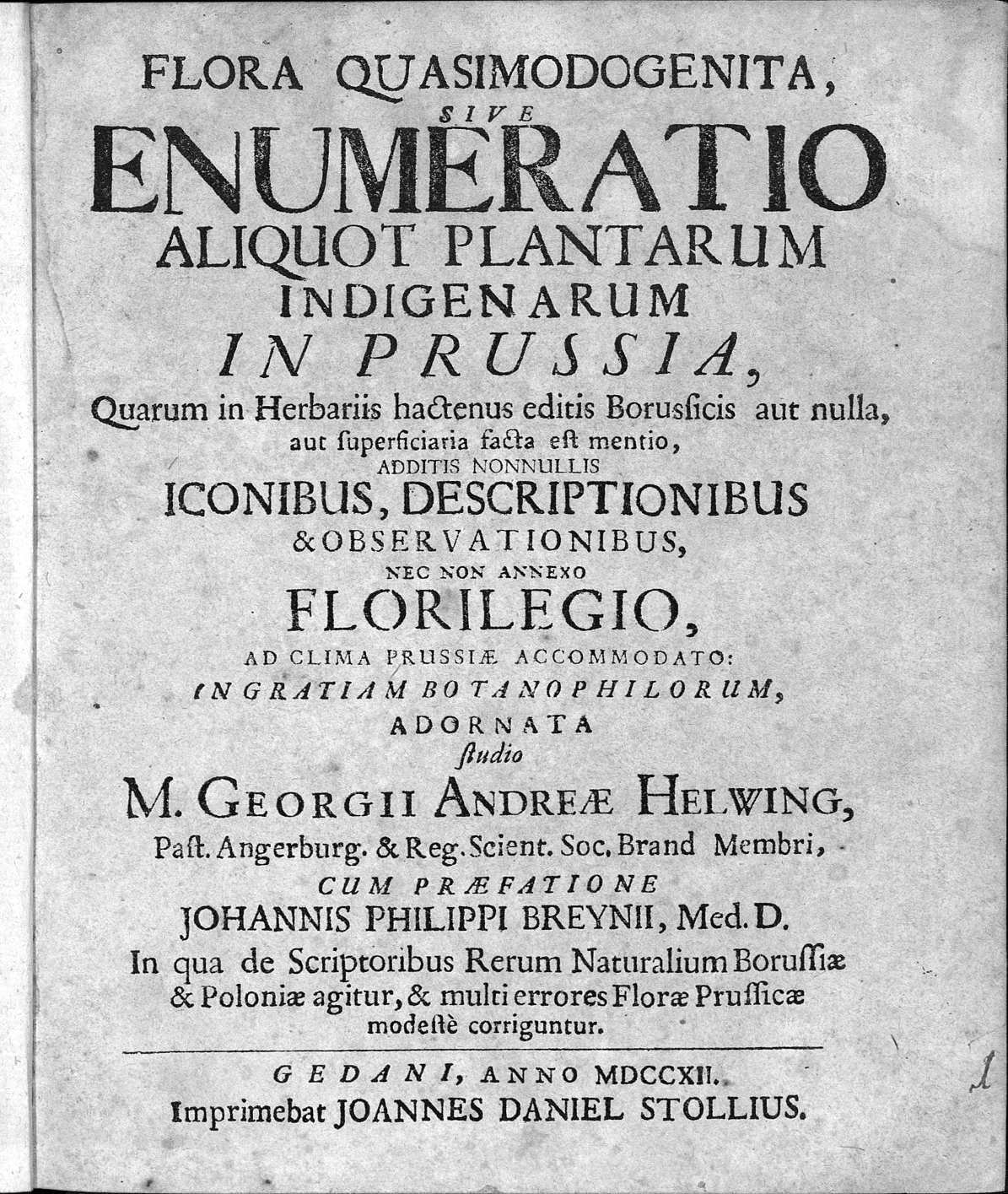
„Flora Quasimodogenita” (1712)

Helwing zajmował się badaniem szaty roślinnej Prus. Przyjaźnił się z Johannem Philippem Breynem, który sfinansował wydanie jego „Flora Quasimodogenita” (1712), opatrując dzieło także obszernym wstępem. Publikacja ta obejmuje wykaz 247 gatunków roślin, ułożonych według systemu Gasparda Bauhina. Dla każdego gatunku autor podał nazwę łacińską, niemiecką i polską, synonimy, opis występowania oraz dane morfologiczne (np. kolor kwiatów). Niektóre dane powtórzone są – czasem z krytycznym komentarzem – za poprzednikami Helwinga: Johannem Wigandem, Mikołajem Oelhafem, Johannesem Loeselem, Christianem Mentzlem i Jakobem Breynem. Czternaście lat później, także w Gdańsku, Helwing opublikował „Supplementum Florae prussicae”, stanowiące uzupełnienie do „Flora Quasimodogenita”. Umieścił w nim w porządku alfabetycznym 408 gatunków, dodając trzy miedzioryty i indeksy – łaciński, niemiecki i polski. W 1720 roku ukazało się w Lipsku dzieło monograficzne pt. „Florae campana seu Pulsatilla”, zawierające charakterystyki rodzimych gatunków sasanek wraz z rycinami, komentarzami do opracowań innych autorów i danymi o występowaniu w Prusach. We wstępie do tego dzieła autor zapowiedział opracowanie i opublikowanie łacińsko-grecko-niemiecko-polskiego słownika pruskich roślin, jednak publikacja ta nigdy się nie ukazała.
W Stulichach założył ogród botaniczny, w którym miał kolekcję roślin rodzimych oraz obcych, sprowadzanych m.in. z Holandii, Indii i Turcji. Pod koniec życia aktywność Helwinga skupiała się głównie na pielęgnacji tego zbioru oraz próbach aklimatyzacji egzotycznych gatunków. Helwing dokumentował w zielniku odkryte stanowiska roślin, układał także zielniki dla wielu sławnych osób według systemu paryskiego botanika i podróżnika Josepha Pittona de Tourneforta. Najokazalsze zielniki Helwinga złożone z 1200 roślin dziko rosnących i ponad 300 wyhodowanych z nasion zagranicznych znajdowały się: jeden w Bibliotece Królewskiej Augusta II w Dreźnie, drugi w Petersburgu, a trzeci otrzymał przyrodnik gdański Jacob Theodor Klein. Także przedstawiciel medycyny na Uniwersytecie Królewieckim Karol Gotfryd von Hagen szczycił się posiadaniem zielnika wykonanego przez Boretiusa pod kierunkiem Helwinga. Ponadto jeden z egzemplarzy znajdował się w Bibliotece Miejskiej w Królewcu.
Zielnik jego autorstwa jest przechowywany w zbiorach Biblioteki Narodowej.

### Przyrodnicze kolekcje
Helwing wiele czasu i wysiłku przeznaczył na gromadzenie swoich zbiorów przyrodniczych, uważanych za największe w Prusach. Należały do nich rzadkie okazy flory i fauny, bogate kolekcje skamielin – ryb, owadów, ślimaków oraz minerałów, bursztynów itp. Jako jeden z pierwszych w Europie zgromadził pokaźne ilości najrozmaitszych jaj ptasich.
Jego gabinet „curiositatis naturae” odwiedzały znakomitości, m.in. król polski Stanisław Leszczyński, który oglądając zbiory był tak zachwycony, że nabył kolekcję skamielin.

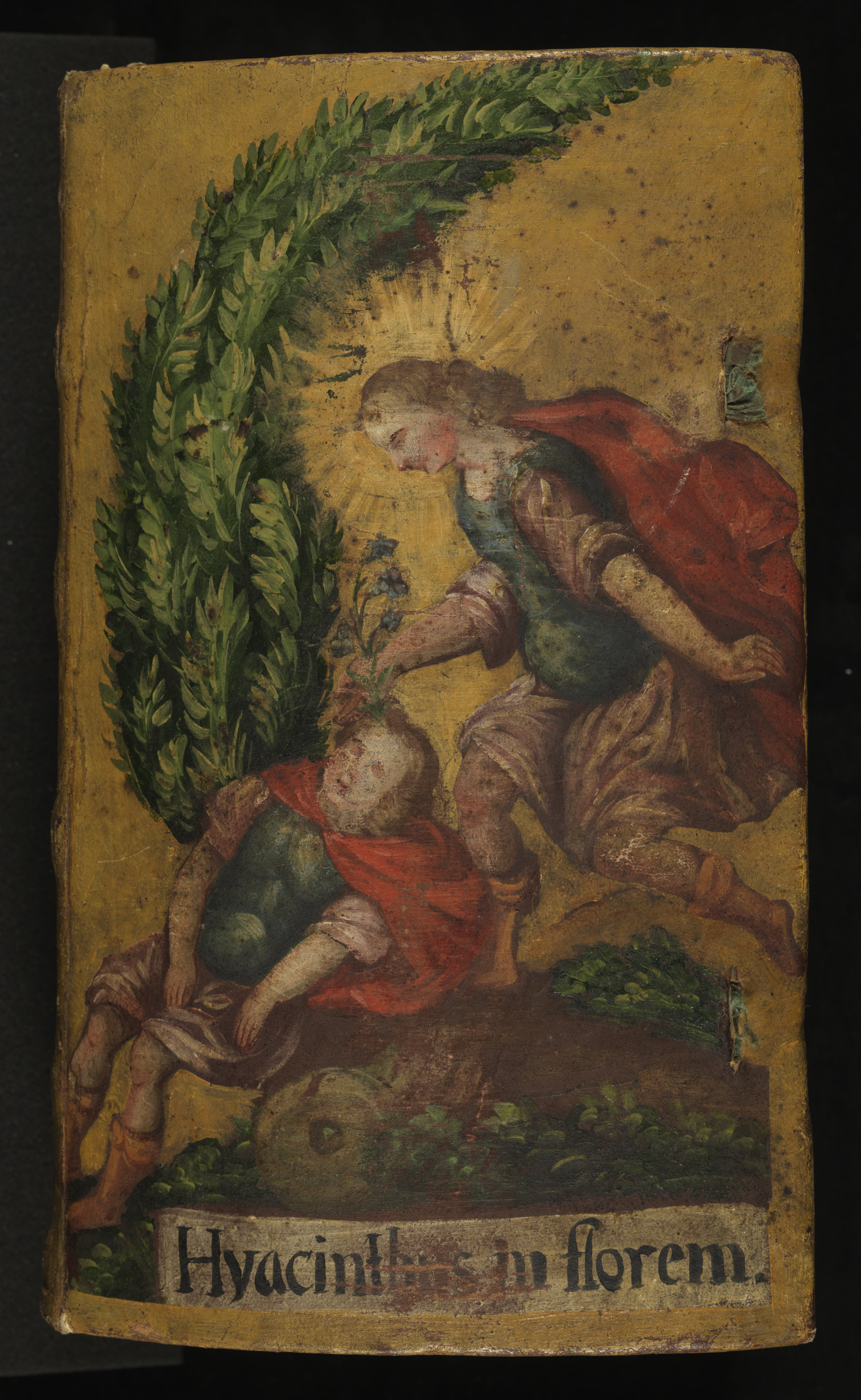
Okładka Zielnika Helwinga

## Publikacje
Kilka pomniejszych prac z różnych dziedzin przyrody drukował Helwing w czasopiśmie „Breslaunische Sammlungen von Natur – und Medizin geschichten”. Pisał tam m.in. o hodowli pszczół; o połowie węgorzy w Prusach; o skutecznym działaniu olszyny przeciw pluskwom; o powstawaniu bursztynu; o włosach turów pachnących jak piżmo; o pelikanie, białych srokach, białych ziębach i wróblach koło Węgorzewa; o oswajaniu zwierząt, zwłaszcza dzikich kaczek; o monstrualnych zwierzętach i ludziach; o okrucieństwie wilków i legendarnych wilkołakach; o kretach i jak je łapać, ...itp.
W Lipsku ukazała się rozprawa pt. „Florae Campana seu Pulsatilla cum suis speciebus et varietatibus...” (1720). Pisał w niej o znaczeniu ziół dla użytku leczniczego i w gospodarstwie domowym. Wykorzystał tu nie tylko własne doświadczenia, ale i bogatą literaturę przedmiotu autorów angielskich, holenderskich, niemieckich i polskich (m.in. Zielniki Syreniusza).
W 1712 spod jego pióra wyszło dzieło „Flora Quasimodogenita sive enumeratio aliguot plantarum indigenarum in Prussia...” i jak wynika z przedmowy, manuskrypt tego dzieła zakupił lekarz i uczony gdański Jakub Filip Breyna – zaopatrzywszy go w ryciny wydał własnym sumptem w Gdańsku. Druga część tej pracy ukazała się także w Gdańsku w 1726 roku jako „Suplementum Florae Prussicae (...)”. W załączonym na końcu książki indeksie – „Index Polonicus” (1726) – znalazło się 219 polskich nazw roślin.
W latach 1717 i 1720 opublikowana została w dwóch częściach Litografia węgorzewska, w której Helwing opisał minerały, skały oraz skamieniałości organiczne zebrane przez niego w okolicach Węgorzewa: Lithographia Angerburgica sive Lapidum et fossilium In Districtu Angerburgensi & ejus vicinia, adtrium vel quatuor millarium spatium, In Montibus, Agris, Arenosodinis & in primis circa lacuum littora & fluviorum ripas, collectorum berivis et succincta Consideratio, Additis rariorum aliquot figuris aeris incisis com Praesatione Autoris & Indicibus necessariis: Regiomonti, Johannis Stelteri oraz Lithographiae Angerburgicae pars II, in que de lapidibus figuratis ad triplex regnum minerale, vegetabile et animale redactis alissque fosilibus in districtu Angerburgensi ejusque vicinianoviter detectis, et in specie de origine lapidum literas exprimentium, occasione lapidis cujusduam resaviensis, literas Latinas L. V. R. representantis, succincte disseritur; addis iconibus rariorum: Lipsiae, Immanuelis Titil. Część pierwsza Litografii zawiera indeks z nazwami łacińskimi, niemieckimi i polskimi oraz obszerny spis literatury. Obydwa tomy Litografii węgorzewskiej są bogato ilustrowane: część pierwsza zawiera 11 tablic, na których pomieszczono po kilka – kilkanaście figur, w części drugiej takich tablic jest 6. Wszystkie one zostały przygotowane na wysokim poziomie i mogą być bez żadnych kompleksów porównywane z ilustracjami z innych podobnych publikacji z tego okresu.

## Upamiętnienie
Carl Ludwig Willdenow upamiętnił Helwinga w 1806 roku nadając nazwę rodzajową Helwingia roślinom z monotypowej (obejmującej tylko ten rodzaj) rodziny Helwingiaceae.
Imię Helwinga nosi gimnazjum w Węgorzewie.
Helwing wraz z królem Stanisławem Leszczyńskim przedstawieni są na rzeźbie umieszczonej przed Muzeum Kultury Ludowej w Węgorzewie.